# Anel de cebola
Um anel de cebola (em inglês: onion ring) é um tipo de aperitivo ou acompanhamento comum nos Estados Unidos, Canadá, Reino Unido, Irlanda, Austrália, Nova Zelândia, África do Sul e em algumas partes da Ásia, Europa continental e América Latina. Eles geralmente consistem em um "anel" transversal de cebola mergulhado em polme ou farinha de rosca e depois frito; uma variante é feita com pasta de cebola.

## História
As origens exatas dos anéis de cebola fritos são desconhecidas, mas uma receita de cebola que é mergulhada em leite e depois mergulhada em farinha e frita apareceu em um anúncio de 1933 para a marca Crisco na The New York Times Magazine.
Uma receita de cebola frita francesa pode ter aparecido no Daily Times de Middletown, Nova Iorque, em 13 de janeiro de 1910. Ela não afirma ser a criadora da receita.
Um requerente da invenção do anel de cebola é a cadeia de restaurantes Kirby's Pig Stand, fundada em Oak Cliff, Texas, no início dos anos 20.
O livro de receitas de John Mollard, de 1802, "The Art of Cookery Made Easy and Refined" (página 152) inclui uma receita chamada "Cebolas Fritas com Queijo Parmesão". A receita sugere cortar as cebolas em anéis de 1/2, mergulhá-las em uma massa feita de farinha, creme, sal, pimenta e queijo parmesão e depois fritá-las em banha "fervente". Sugere ainda servi-las com molho feito de manteiga derretida e mostarda.